# Centro de Estudos Cinematográficos (Belo Horizonte)
O Centro de Estudos Cinematográficos (CEC) é um cine clube localizado em Belo Horizonte, capital do estado brasileiro de Minas Gerais. Fundado no dia 15 de setembro de 1951, no auditório da Cultura Inglesa, no edifício Guimarães, é considerado em dos mais antigos e tradicionais do país. 

## Origens e objetivos
Foram seus principais fundadores Cyro Siqueira, Jacques do Prado Brandão, Geraldo e Renato Santos Pereira, Raimundo Fonseca e outros.A ata desta primeira reunião colocava como objetivos do CEC a exibição de filmes todos os sábados, cursos de cinema e debates sobre os filmes em exibição na cidade.Depois de passar por várias sedes, fixou-se no segundo andar do cine Art-Palácio, onde os próprios sócios montaram uma sala de exibição.

## Pensadores e cineastas
No CEC de Belo Horizonte foram formadas várias gerações de estudiosos, críticos e pensadores cinematográficos como - além dos já citados - Maurício Gomes Leite, José Haroldo Pereira, Victor Hugo de Almeida, Ricardo Gomes Leite, Geraldo Veloso, Paulo Augusto Gomes e muitos outros. Dali surgiu a Revista de Cinema e, posteriormente, Claquete - jornal de cinema. Funcionando até hoje, pelo CEC passaram seguramente todas as gerações de cineastas de Belo Horizonte e quase todas de Minas Gerais.